# Ghiacciaio Gurling
Il ghiacciaio Gurling (in inglese Gurling Glacier) è un ghiacciaio situato sulla costa di Black, nella parte orientale della Terra di Palmer, in Antartide. Il ghiacciaio, il cui punto più alto si trova a circa 540 m s.l.m., fluisce fra la cresta Krebs, a nord, e il picco Leininger, a sud, fino a entrare nell'angolo sudoccidentale dell'insenatura di Smith, nei pressi della base della penisola Eielson, andando così ad alimentare la piattaforma glaciale Larsen D.

## Storia
Originariamente avvistato il 20 dicembre 1928 da George Hubert Wilkins, durante un volo di ricognizione della costa, il ghiacciaio Gurling fu solo in seguito cartografato sulla base di ulteriori ricognizioni effettuate dalla marina militare statunitense negli anni 1960 e fu infine così battezzato dal Comitato britannico per i toponimi antartici in onore di Paul William Gurling, un ricognitore del British Antarctic Survey.